# Komitat Borsod
Das Komitat Borsod (deutsch selten auch Komitat Borschod; ungarisch Borsod vármegye, lateinisch comitatus Borsodiensis) war eine Verwaltungseinheit  im nördlichen Zentrum des Königreichs Ungarn. Verwaltungssitz war Miskolc.

## Geographie und Allgemeines

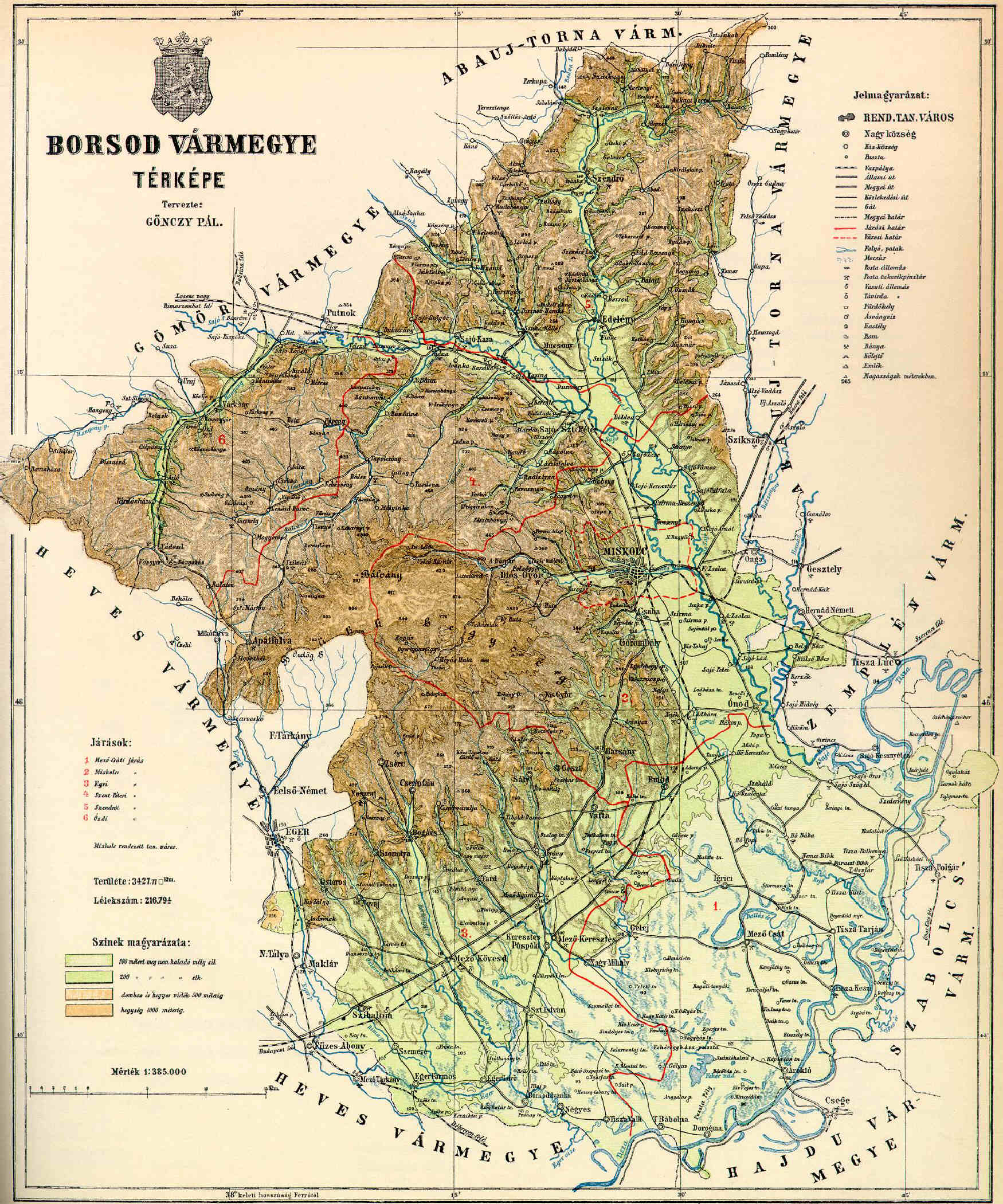
Karte des Komitats Borsod um 1890

Das rechts der Theiß gelegene Komitat wird im nördlichen Teil vom Bükkgebirge durchzogen, während der südliche Teil sehr flach und eben ist. Neben den sie begrenzenden Flüssen Theiß, Eger und Hernád wird es noch vom Sajó und der Bodva bewässert. Die zumeist ungarischen Einwohner waren stark im Weinbau beschäftigt, vor allem Wein aus der Gegend um Miskolcz war in Ungarn sehr beliebt, daneben gab es auch großflächigen Anbau von Weizen, Obst, Hanf und Tabak. Fast die Hälfte des Gebiets war mit Wald bedeckt und es gab eine große Wildpopulation. Auch der Bergbau war stark entwickelt, es wurden vor allem Kupfer, Eisen und Steinkohle gefördert.
Das Komitat grenzte an die Komitate Gemer und Kleinhont, Abaúj-Torna, Semplin (Zemplén), Szabolcs, Hajdú und Heves.

## Geschichte
Das Komitat ist eines der ältesten Ungarns und entstand im 11. Jahrhundert. Es wurde nach dem Sitz des Stammesführers, der dieses Gebiet überwachte benannt. Dessen Name Bors gab der Burg Borsod den Namen, diese befand sich in der gleichnamigen Ortschaft, die Anfang des 20. Jahrhunderts in die Kleinstadt Edelény eingemeindet wurde. Der Name der Burg ging wie bei vielen ungarischen Komitaten auf den Namen des Komitats über, später war die Burg von Diósgyőr Sitz des Gespans, nach einem Entschluss 1724 verlegte man den Komitatssitz aber in die Stadt Miskolc.
Die Grenzen des Komitats blieben seit dem frühen 14. Jahrhundert, als das Komitat Torna vom Gebiet abgetrennt wurde, relativ stabil, das Gebiet wurde jedoch nach der Schlacht bei Mohács im 16. Jahrhundert von den Türken besetzt, diese verließen das Komitatsgebiet erst 1687 wieder ab.
Im 19. Jahrhundert kam es zu kleineren Grenzkorrekturen, zwischen 1807 und 1812 kamen die Ortschaften Szőlőske, Cegléd, Tihamér, Almagyar, Felnémet und Bekölce (heute zumeist Vororte von Eger) zum Nachbarkomitat Heves und im Ausgleich dafür die Orte Egerfarmos, Ivánka, Szőkepuszta und die Mühle von Kistálya zum Borsoder Komitat. 1850 wurden wiederum einige Orte den umliegenden Komitaten zugeschlagen, die Gemeinden Andornak, Kistálya und Felsőtárkány wurden ein Teil des Heveser Komitats, die Gemeinden Domaháza und Sikátor ein Teil des Gemer und Kleinhonter Komitats, Onga (vom Komitat Abaúj) und Külsőbőcs (vom Sempliner Komitat) wurden jedoch ein Teil der Gespanschaft Borsod.
1907 wurde Miskolc in den Rang einer Stadt mit Munizipium erhoben und gehörte damit de jure nicht mehr zum Verwaltungsgebiet des Komitats.
In Folge des Vertrags von Trianon wurde das Komitat Borsod im Jahr 1923 mit Resten der Komitate Gemer und Kleinhont (Gömör és Kis-Hont) zum Komitat Borsod-Gömör-Kishont vereinigt. Durch den Ersten Wiener Schiedsspruch wurde dies wieder aufgehoben, da Ungarn einige im Jahr 1920 an die Tschechoslowakei verlorene Gebiete wiedererlangte, und die Komitate Gömör és Kishont und Borsod wiederhergestellt wurden. Diese Änderung wurde jedoch nach dem Kriegsende 1945 wieder rückgängig gemacht und das Komitat Borsod-Gömör wiederhergestellt. Nach der großen Komitatsreform am 16. März 1950 wurden auch die Reste der Komitate Zemplén und Abaúj-Torna mit dem Komitat unter dem Namen Komitat Borsod-Abaúj-Zemplén vereinigt.

## Bezirksunterteilung

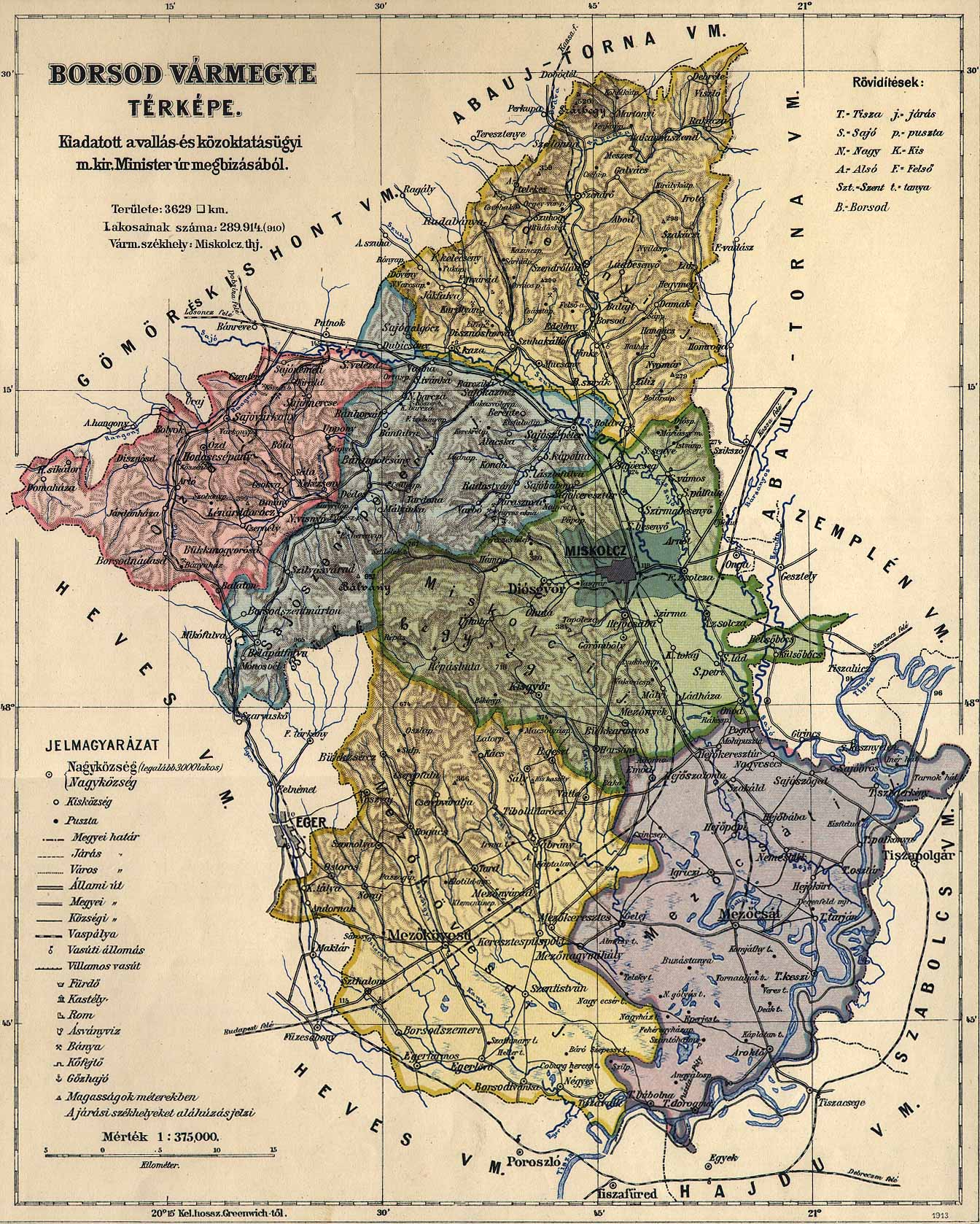
Administrative Karte

Im frühen 20. Jahrhundert bestanden folgende Stuhlbezirke (meist nach dem Namen des Verwaltungssitzes benannt):
| Stuhlbezirke (járások)                  | Stuhlbezirke (járások) |
| Stuhlbezirk                             | Verwaltungssitz        |
| --------------------------------------- | ---------------------- |
| Edelény                                 | Edelény                |
| Mezőcsát                                | Mezőcsát               |
| Mezőkövesd                              | Mezőkövesd             |
| Miskolc                                 | Miskolc                |
| Ózd                                     | Ózd                    |
| Sajószentpéter                          | Sajószentpéter         |
| Stadtkreis (törvényhatósági jogú város) |                        |
| Miskolc                                 |                        |